# Karl Abraham

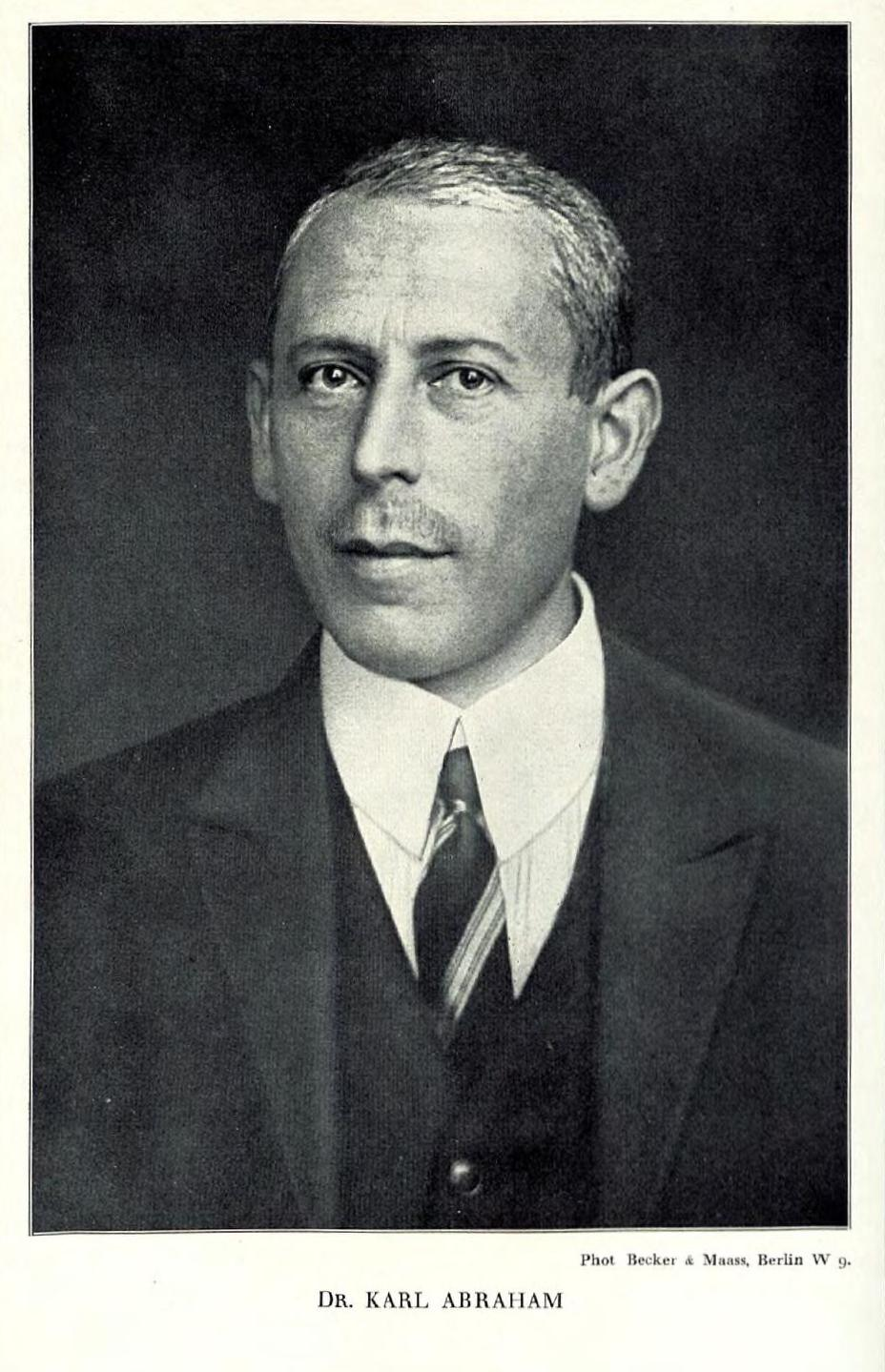
Karl Abraham.

Karl Abraham (3 mei 1877, Bremen – 25 december 1925, Berlijn) was  psychiater en de eerste Duitse psychoanalyticus. Vooral op dit laatste terrein is hij invloedrijk geweest.
Karl Abraham behoorde tot de kleine kring getrouwen die samen met Freud de psychoanalyse groot hebben gemaakt. Dit zogeheten ‘geheime comité’ werd in 1912 opgericht om de psychoanalyse te beschermen tegen gevaren van buitenaf. De leden waren naast Freud en Abraham, Sándor Ferenczi, Otto Rank, Hanns Sachs en later Max Eitingon. Het gevaar van buitenaf bestond bij de oprichting van het comité uit Carl Gustav Jung, die een heel eigen versie van de psychoanalyse aan het maken was, waardoor Freuds theorie bedreigd werd. 
Karl Abraham was goed bevriend met Freud. Er bestaat een volledige en boeiende briefwisseling tussen hen beiden, die in 2002 in Engelse vertaling is uitgekomen en in 2009 in het oorspronkelijke Duits. 
Abraham onderscheidde zich tijdens zijn studietijd als buitengewoon goede student en dankte hieraan een aanstelling als assistent van Eugen Bleuler aan het Zürichse psychiatrische instituut Burghölzli. Hier maakte hij kennis met zijn collega Carl Jung, in die tijd een fervent Freudiaan, die hem inwijdde in de theorieën van de freudiaanse psychoanalyse. Abraham maakte later kennis met Freud en werd een van zijn trouwste aanhangers en tevens een persoonlijke vriend. Lange tijd voerde de twee correspondentie over verdere uitwerking van de theorieën. Abraham was actief in de internationale psychoanalytische associatie.
Toen Jung in de loop der jaren afstand van de freudiaanse theorie begon te nemen en zijn eigen analytische psychologie begon te ontwikkelen, was het vaak Abraham die Freud hiervan op de hoogte hield. Later zou een fel conflict tussen Freud en Jung ontstaan.

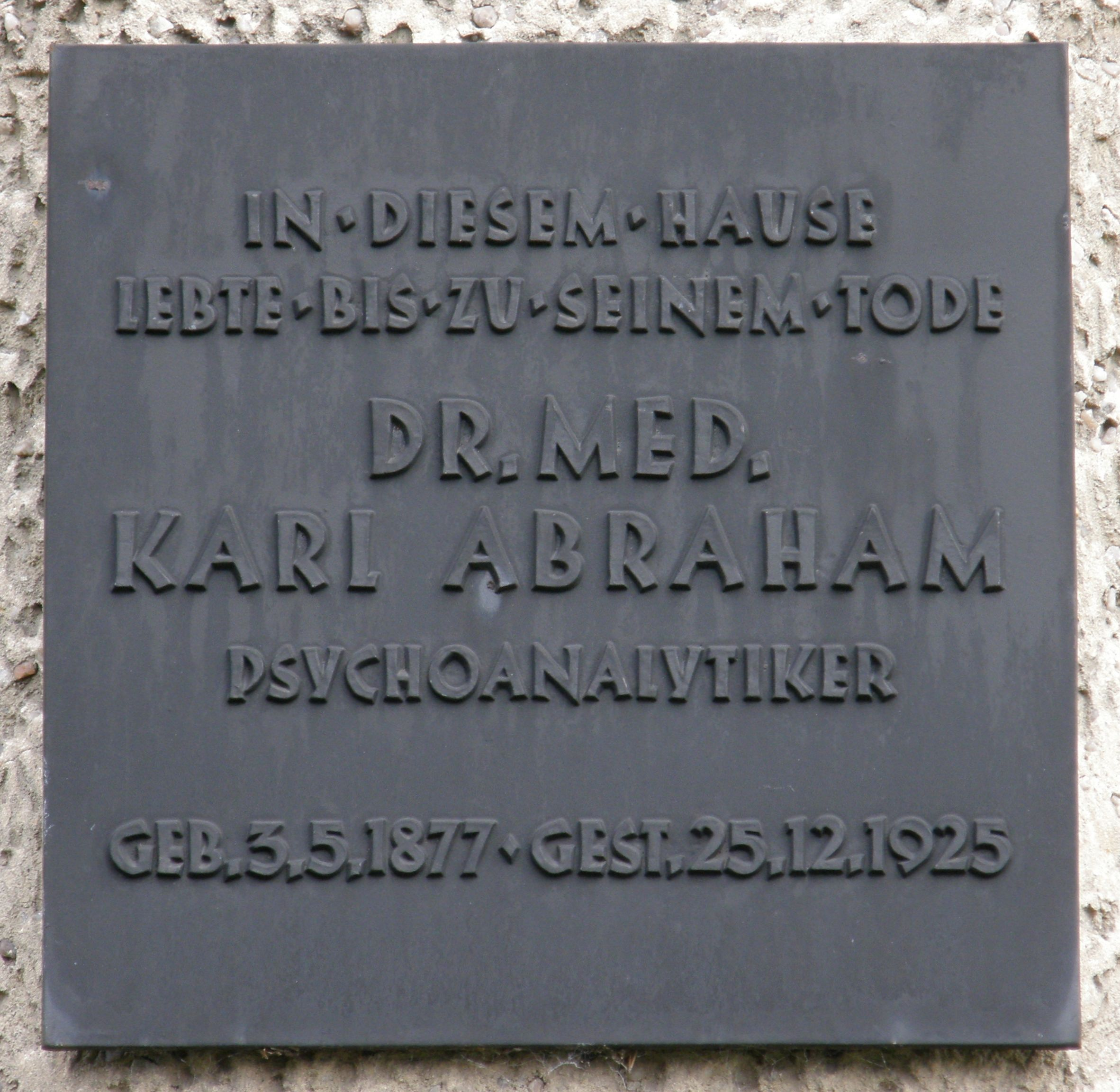
Plaque commémorative à la maison de Abraham, à Grunewald, Berlin.

Na zijn tijd in Burghölzli vestigde Abraham zich als zelfstandig zenuwarts in Berlijn. Hier was hij een van de stichters van het Berlijnse instituut voor psychoanalyse. Veel psychoanalytici van de tweede generatie volgden bij Abraham hun opleiding.
Abraham stierf in 1925. De doodsoorzaak blijft onduidelijk. Er is een lezing dat hij een longontsteking kreeg nadat hij zich had verslikt in een visgraat; ook wordt gespeculeerd dat hij gestorven zou zijn aan longkanker. In de volgende jaren werd vrijwel al zijn werk tenietgedaan door het nazisme. Zijn instituut werd omgevormd tot het Göring-Institut onder leiding van Matthias Göring, een neef van Hermann Göring.